# Cantone di Champagney
Il Cantone di Champagney era una divisione amministrativa dell'arrondissement di Lure.
A seguito della riforma approvata con decreto del 17 febbraio 2014, che ha avuto attuazione dopo le elezioni dipartimentali del 2015, è stato soppresso.

## Composizione
Comprendeva i comuni di:
- Champagney
- Clairegoutte
- Échavanne
- Errevet
- Frahier-et-Chatebier
- Frédéric-Fontaine
- Plancher-Bas
- Plancher-les-Mines
- Ronchamp